# Sighetfängelset

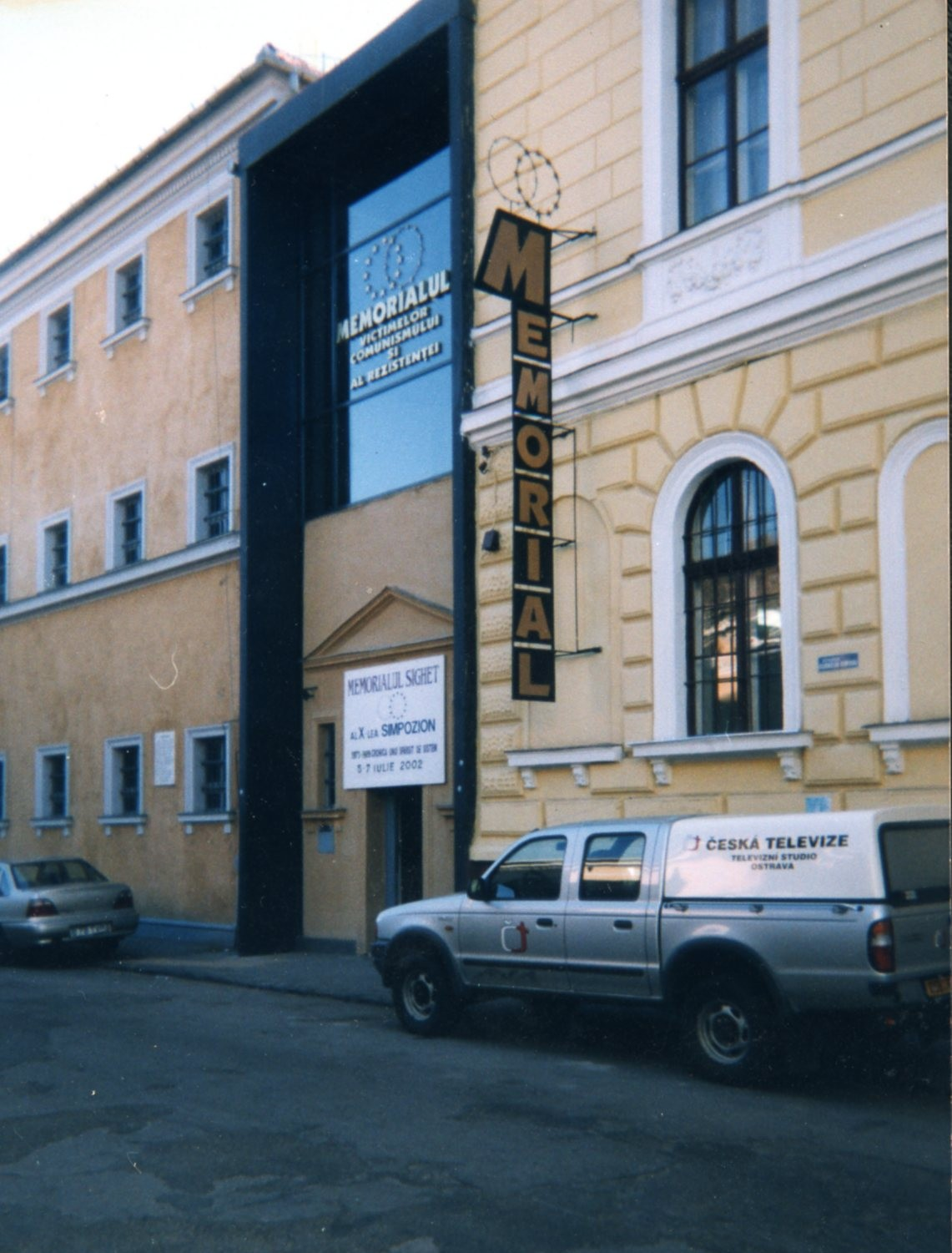
Exteriör, fängelset är numera ett museum

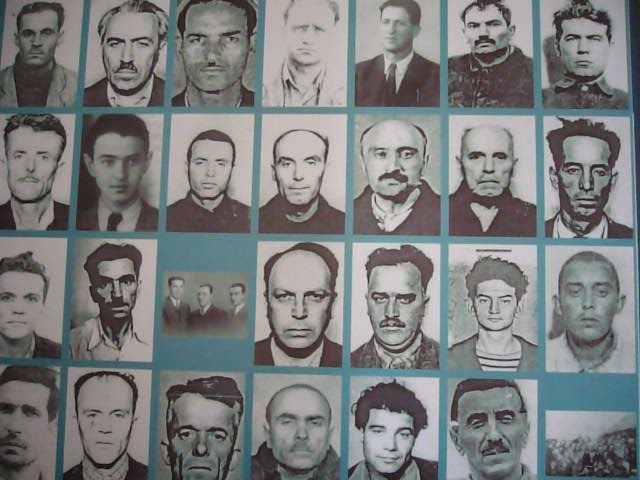
Tidigare fångar.

Sighetfängelset, beläget i Sighetu Marmației, Maramureș judet, var ett fängelse i Rumänien som användes av den dåvarande socialistiska regimen för att låsa in politiska fångar. Det tidigare fängelset blev sedan en del av Memorialul Victimelor Comunismului și al Rezistenței.

## Historik
Fängelset i Sighetu Marmației (eller bara "Sighet") byggdes 1897, då området ingick i Österrike-Ungern, då som fängelse för vanliga brottslingar.
Efter andra världskriget började fängelset användas för krigsfångar samt deporterade, och från augusti 1948 endast för politiska fångar.
5-6 maj 1950 fördes över 100 ämbetsmän från olika delar av Rumänien hit.

### Fotnoter
1. ↑  The Sighet Memorial to the Victims of Communism